# 康斯坦丁·葉菲緬科
康斯坦丁·奧萊克西約维奇·叶菲缅科（羅馬化：Kostyantyn Oleksiiovych Yefymenko；1975年6月26日—），乌克兰商人、慈善家和政治家，曾于2010年3月11日至12月9日担任時任乌克兰交通及通信部部长（現并入烏克蘭基礎設施部）及于2010年12月23日至2014年4月15日間担任時任乌克兰基础设施部第一副部长。叶菲缅科目前擔任白豹冰球俱乐部主席。